# Palm Coast
La ville américaine de Palm Coast est située dans le comté de Flagler, en Floride. En 2006, elle comptait 68 013 habitants, ce qui en fait la plus grande ville entre Jacksonville et Melbourne.

## Démographie
| 1980  | 1990   | 2000   | 2010   | - | - |
| ----- | ------ | ------ | ------ | - | - |
| 2 837 | 14 287 | 32 732 | 75 180 | - | - |

## Source
- (en) Cet article est partiellement ou en totalité issu de l’article de Wikipédia en anglais intitulé « Palm Coast, Florida » (voir la liste des auteurs).